# Alloplasta vernalis
Alloplasta vernalis är en stekelart som beskrevs av Dmitriy R. Kasparyan 2007. Alloplasta vernalis ingår i släktet Alloplasta och familjen brokparasitsteklar. Inga underarter finns listade i Catalogue of Life.